# Cistanche deserticola
Cistanche deserticola är en snyltrotsväxtart som beskrevs av Yu Chuan Ma. Cistanche deserticola ingår i släktet Cistanche och familjen snyltrotsväxter. Utöver nominatformen finns också underarten C. d. flabellata.